# Blå timmen

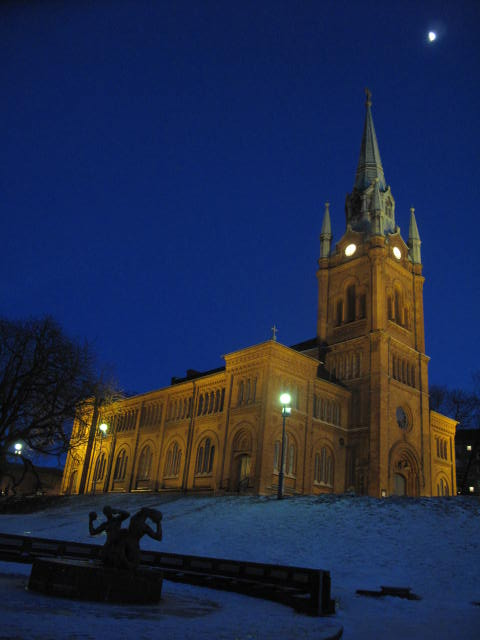
Sankt Pauli kyrka, Göteborg vid blå timmen.

Blå timmen (fr: l'heure bleue) är en poetisk beskrivning av stämningen under gryning och skymning, mellan solens uppgång och dagens inträdande och mellan solens nedgång och nattens inträdande.

## Förklaring
Fenomenet beror inte enbart på ljusspridning i troposfären och stratosfären utan vi ser faktiskt ända upp i mesosfären och undre delen av termosfären strax innan det blir helt nattsvart.

## Fotografering
Blå timmen är också ett vanligt begrepp inom färgfotografering, då himlens färgtemperatur under denna tid stiger över dagsljusets temperatur. Det svaga ljuset gör att fotograferna svårligen kan kompensera bort det kraftiga blå färgsticket via filter. Även vid svartvit fotografering påverkas bildresultatet, ibland i en fördelaktig riktning. Hjärnan kompenserar bättre för färgstick än färgfilm vid gryning och skymning.

## Övrigt
Uttrycket "den blå timmen" användes också till sjöss och avsåg då den period vid gryning och skymning då det var lite för ljust att se andra fartygs lanternor men samtidigt lite för mörkt för att se deras skrov.[källa behövs]

## Galleri

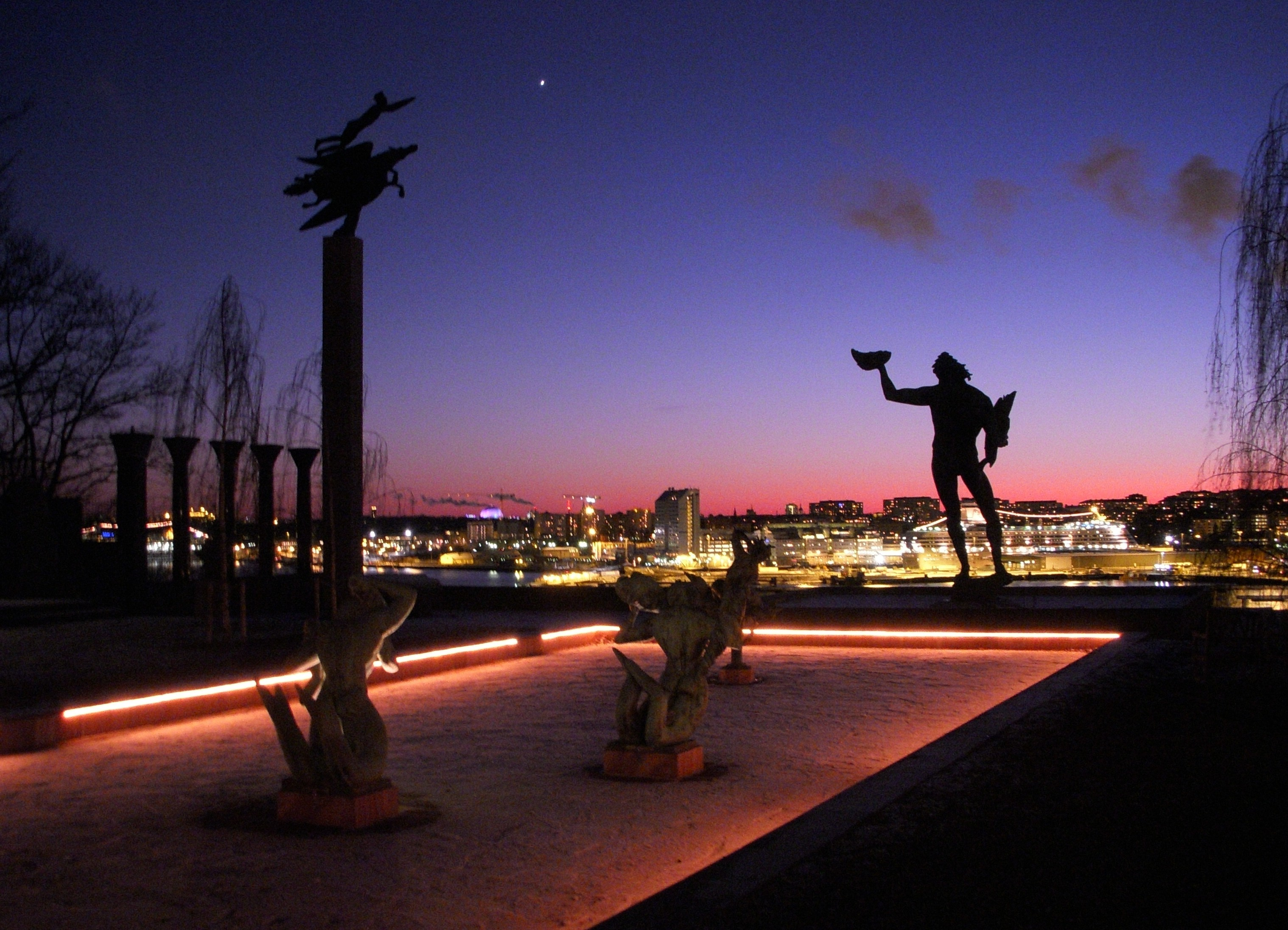
Millesgården, Lidingö
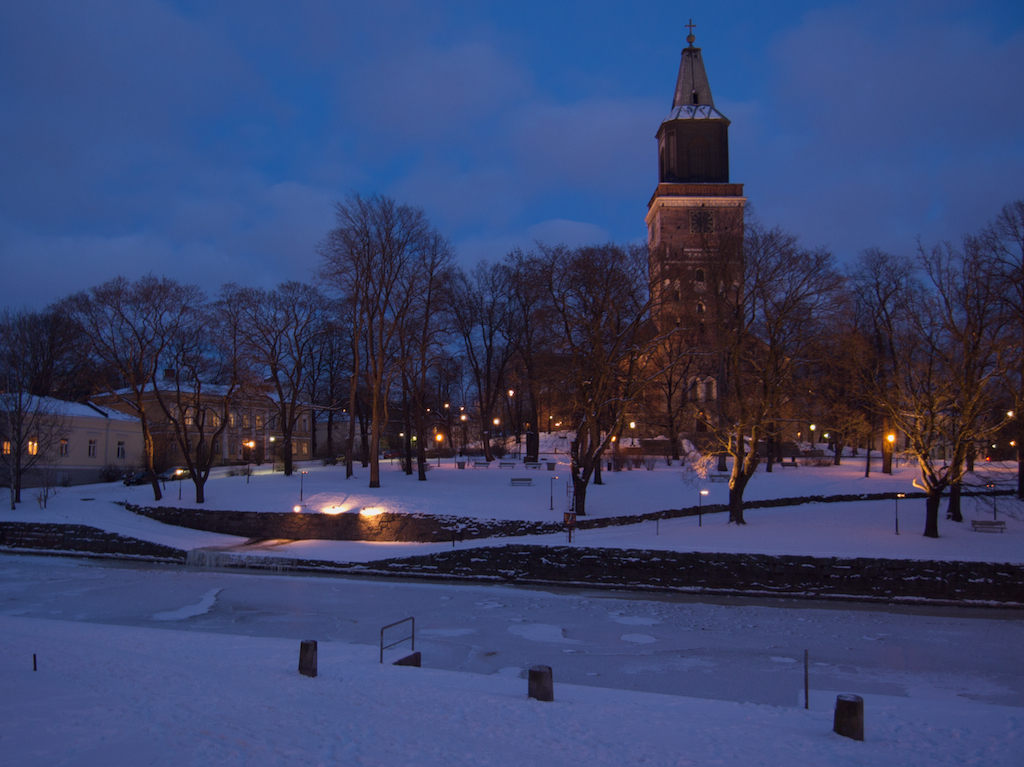
Domkyrkan, Åbo
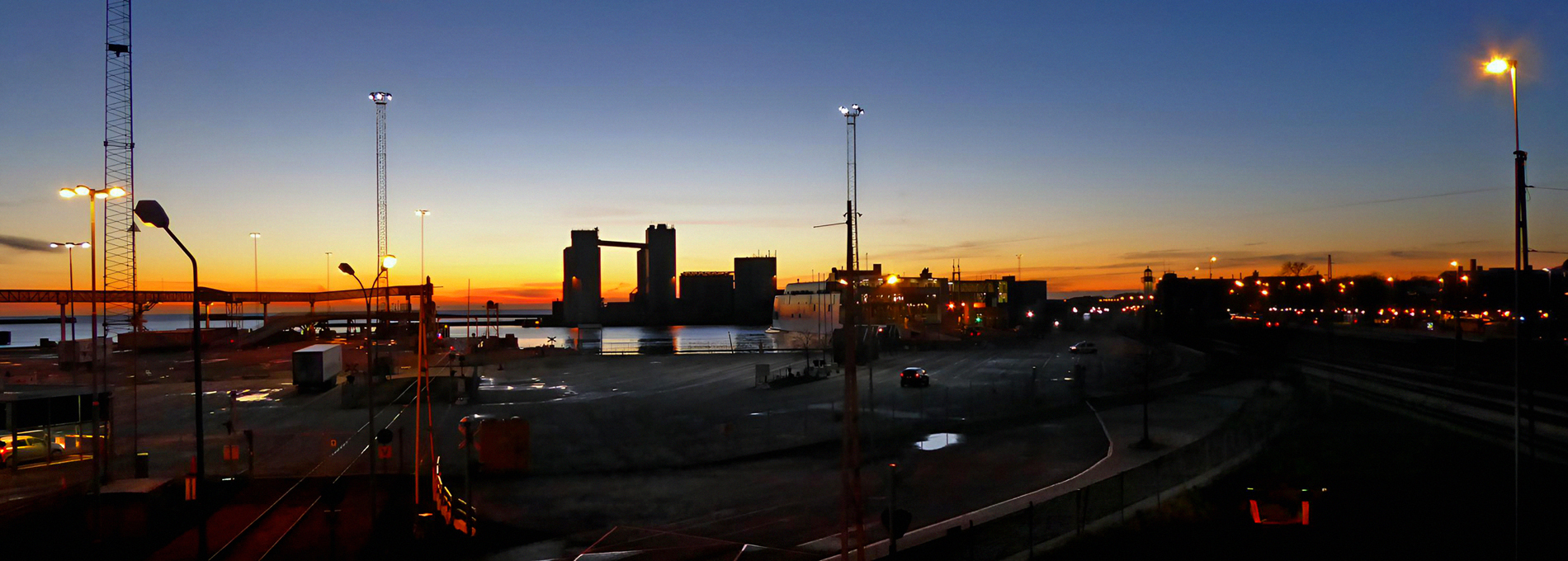
Blå timmen. Ystad 2018.
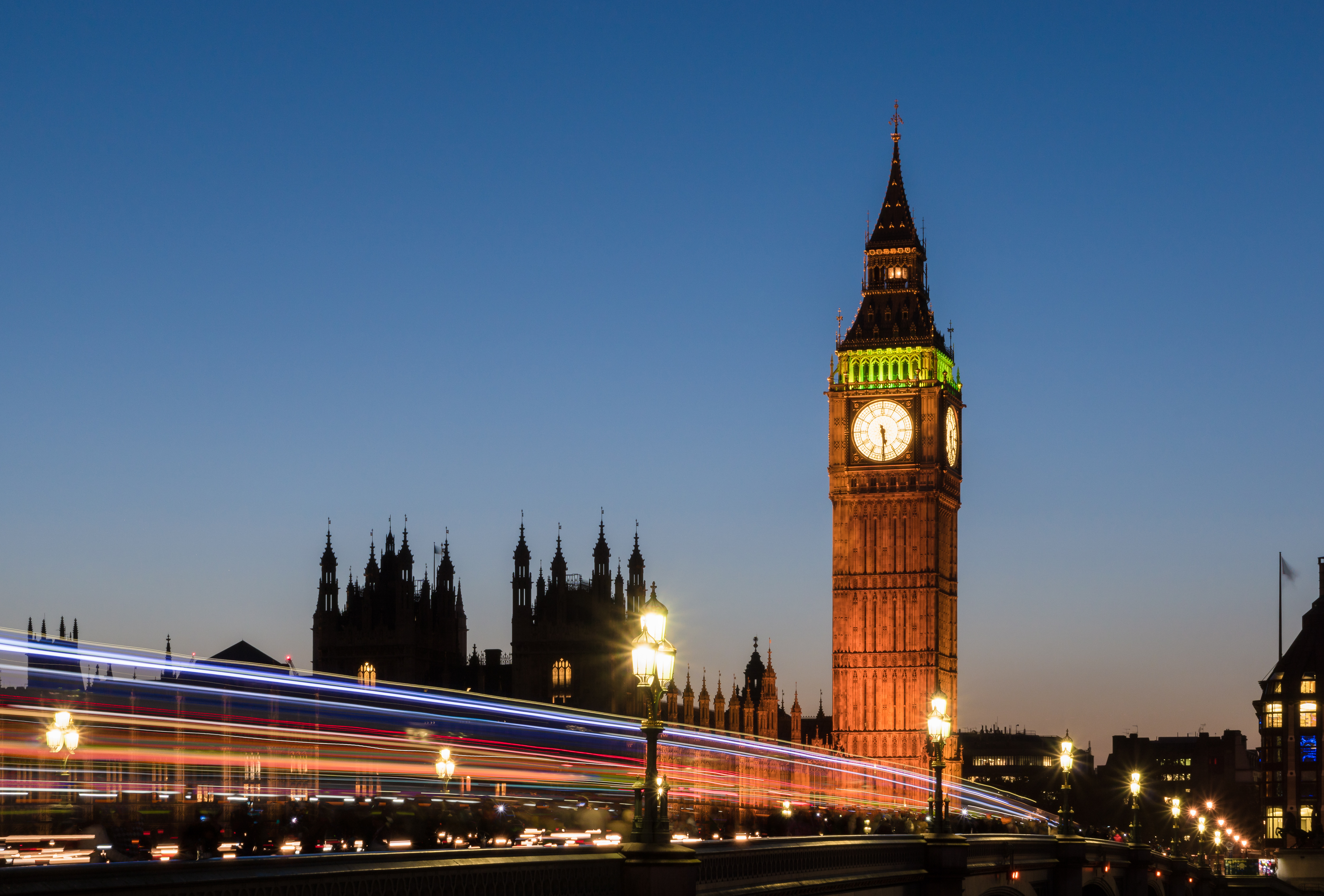
Parlamentsbyggnaden, London
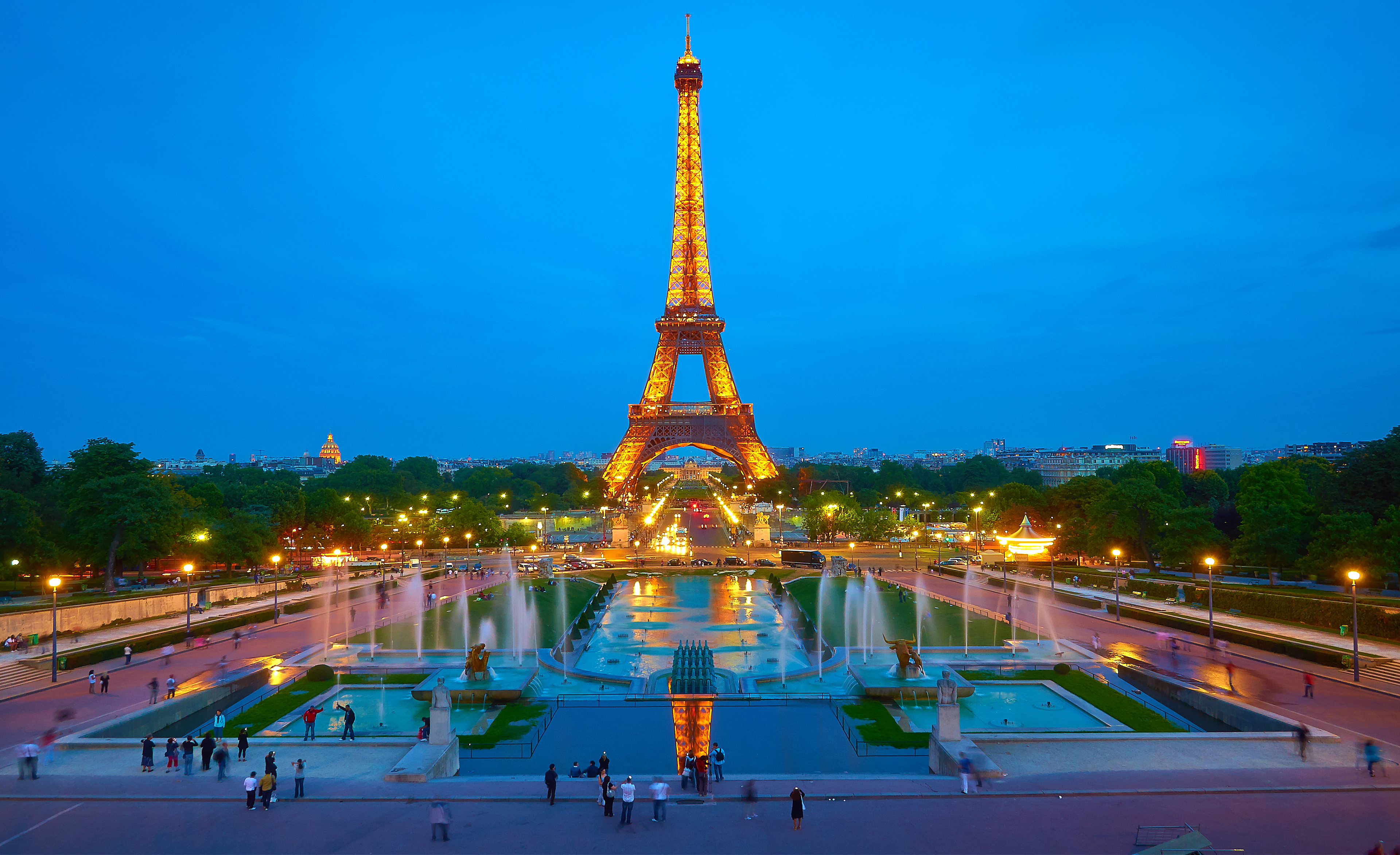
Eiffeltornet, Paris